# كأس إفريقيا للأندية البطلة 1994
كأس أفريقيا للأندية البطلة 1994 هي النسخة 30 من دوري أبطال أفريقيا .
توج الترجي التونسي بالكأس على حساب الزمالك المصري. وقد كانت أول بطولة إفريقيا للأندية البطلة في تاريخ الترجي الرياضي التونسي أمام الزمالك المصري بثلاثة أهداف مقابل هدف واحد وهو ثاني لقب تونسي في تاريخ البطولة . وكانت المرة الأول التي ينهزم فيها نادي الزمالك المصري في نهائي أفريقي بعد فوزه في نسختي 1984 و 1986 و 1993

## نصف النهائي[2]
| الفريق الأول           | الاهداف | الفريق الثاني     | الذهاب | الاياب |
| ---------------------- | ------- | ----------------- | ------ | ------ |
| الترجي الرياضي التونسي | 5–3     | مولدية وهران      | 3–1    | 2–2    |
| الزمالك المصري         | 2–1     | نادي نكانا الزمبي | 2–0    | 0–1    |

## النهائي
| الزمالك | 0 – 0 | الترجي |
| ------- | ----- | ------ |
|         |       |        |

| الترجي | 3 – 1 | الزمالك |
| ------ | ----- | ------- |
|        |       |         |

- قائمة هدافي كأس افريقيا للأندية البطلة 1994

| مرتبة | اسم               | فريق                    | الأهداف |
| 1     | أنتوني نويجوي     | هارتلاند اف سي النيجيري | 7       |
| 2     | الياس جوهر        | مبرات حائل الاثيوبي     | 6       |
| 3     | عيادي حمروني      | الترجي التونسي          | 5       |
| 4     | علي بن ناجي       | الترجي التونسي          | 4       |
| 4     | كينيث ماليتولي    | الترجي التونسي          | 4       |
| 6     | عبد الحفيظ تسفاوت | مولودية وهران الجزائري  | 3       |
| 6     | حسن قابسى         | الترجي التونسي          | 3       |
| 8     | خالد الغندور      | الزمالك المصري          | 2       |
| 8     | احمد رمزي         | الزمالك المصري          | 2       |
| 8     | عبد الرحمن أوسكار | الزمالك المصري          | 2       |
| 8     | هادي برخيسة       | الترجي التونسي          | 2       |